# Melanagromyza clavata
Melanagromyza clavata är en tvåvingeart som beskrevs av Mitsuhiro Sasakawa 1963. Melanagromyza clavata ingår i släktet Melanagromyza och familjen minerarflugor. Inga underarter finns listade i Catalogue of Life.